# Reinado Internacional del Café 2018
El Reinado Internacional del Café 2018 es la XLVII edición del certamen Reinado Internacional del Café, que se llevó a cabo el día 13 de enero de 2018 durante el marco de la Feria de Manizales celebrada en la ciudad de Manizales, Colombia donde candidatas de 23 diferentes países productores y exportadores de café compitieron por el título y la corona internacional. Al final del evento, la reina saliente Marilú Acevedo de México coronó a Carmen Serrano de España como su sucesora.
El concurso fue transmitido por el canal Telecafé con señal abierta en línea en vivo para más de 100 países a través de su página de web. También a través de la cadena internacional Nuestra Tele y el canal regional TRO.

## Resultados
| Posición                             | Candidata                      |
| ------------------------------------ | ------------------------------ |
| Reina Internacional del Café 2018    | - España - Carmen Serrano      |
| Virreina Internacional del Café 2018 | - Canadá - Marta Stępién       |
| 1.ª Princesa                         | - Venezuela - Yanett Díaz      |
| 2.ª Princesa                         | - Panamá - Norma Díaz          |
| 3.ª Princesa                         | - Puerto Rico - Chelsey García |

## Premios Especiales
| Premio               | Candidata                   |
| -------------------- | --------------------------- |
| El Cabello más Lindo | - España - Carmen Serrano   |
| Mejor Rostro         | - Brasil - Anna Lyssa Valim |
| Mejores Piernas      | - Panamá - Norma Díaz       |

### Reina de la Policía
| Posiciones                    | Delegadas |
| ----------------------------- | --- |
| Reina de los Carabineros 2018 | - España - Carmen Serrano                                                                                    |
| Top 5                         | - Brasil - Anna Lyssa Valim - Canadá - Marta Stępién - Honduras - Celia Monterrosa - Venezuela - Yanett Díaz |

## Candidatas
23 candidatas han sido confirmadas:
(En la tabla se utiliza su nombre completo, los sobrenombres van entrecomillados y los apellidos utilizados como nombre artístico, entre paréntesis; fuera de ella se utilizan sus nombres «artísticos» o simplificados).
| País/Territorio      | Candidata                | Edad | Estatura | Ciudad de Origen             |
| -------------------- | ------------------------ | ---- | -------- | ---------------------------- |
| Alemania             | Katrin Eisenberg         | 26   | 1.78 m   | Schwerte                     |
| Argentina            | Dolores Cardoso          | 21   | 1.69 m   | Arrecifes                    |
| Bolivia              | Mariem Suárez            | 21   | 1.74 m   | Santa Cruz de la Sierra      |
| Brasil               | Anna Lyssa dos Santos    | 18   | 1.71 m   | Brasilia                     |
| Canadá               | Martha Magdalena Stępień | 23   | 1.78 m   | Windsor                      |
| Chile                | Beatriz Ossa             | 21   | 1.80 m   | Rancagua                     |
| Colombia             | Sharol Ramírez           | 19   | 1.78 m   | Buenaventura                 |
| Costa Rica           | Glennys Medina           | 22   | 1.73 m   | Guanacaste                   |
| Cuba                 | Brenda Estrada           | 22   | 1.70 m   | La Habana                    |
| Ecuador              | Mónica González          | 25   | 1.70 m   | Guayaquil                    |
| El Salvador          | Karla Díaz               | 21   | 1.70 m   | San Miguel                   |
| España               | Carmen Serrano           | 21   | 1.72 m   | Málaga                       |
| Honduras             | Celia Perdomo            | 21   | 1.80 m   | Colinas                      |
| Japón                | Kanako Hirayama          | 23   | 1.73 m   | Sapporo                      |
| México               | Phegda Bustillo          | 21   | 1.76 m   | Tuxtla Gutiérrez             |
| Nicaragua            | Yoselin Gómez            | 22   | 1.73 m   | Tecolostote                  |
| Panamá               | Norma Díaz               | 23   | 1.75 m   | Las Tablas                   |
| Paraguay             | Yessica Ledezma          | 23   | 1.71 m   | Capitán Mauricio José Troche |
| Perú                 | Gabriela Lambruschini    | 20   | 1.70 m   | Huánuco                      |
| Portugal             | Ana Cristina Leal        | 21   | 1.71 m   | Castelões de Cepeda          |
| Puerto Rico          | Chelsey García           | 20   | 1.76 m   | Mayagüez                     |
| República Dominicana | Sandibell Abreu          | 19   | 1.71 m   | Santiago de los Caballeros   |
| Venezuela            | Yanett Díaz              | 19   | 1.82 m   | Caracas                      |

## Datos acerca de las delegadas
- Mónica González (Ecuador) participó sin éxito en Reina Mundial del Banano 2015.
- Brenda Estrada (Cuba) participó sin éxito en Miss Eco Universo 2016.
- Mariem Suárez (Bolivia) participó sin éxito en Miss Grand Internacional 2017.
- Celia Monterrosa (Honduras) logró ser top 15 en. Miss Mundo 2017.
- Marta Stępien (Canadá) participó sin éxito en Miss Internacional 2017 y fue semifinalista en Miss Universo 2018.
- Yoselin Gómez (Nicaragua) participó sin éxito en Miss Mundo 2018.